# طلسمية جبلية
طلسمية جبلية (الاسم العلمي: Catananche montana) هو نوع من النباتات يتبع جنس الطلسمية من الفصيلة النجمية.